# بليستوك
بليستوك (بالإنجليزية: Blistock)‏ هو أحد جبال سلسلة جبال الألب غلاروس وجزء من القمة الأم تودي يقع في كانتون غلاروس، سويسرا. يبلغ ارتفاع الجبل حوالي 2448 متر، بينما يبلغ ارتفاع نتوء الجبل 214 متر.